# Tatev
Tatev (armeniska: Տաթև) är ett armeniskt kloster från 800-talet beläget i byn Tatev i provinsen Siunik i södra Armenien. Beteckningen ”Tatev” refererar vanligen till klostret. Det står på en platå invid kanten till en djup klyfta invid floden Orotan. Klostret blev Siuniks biskopssäte och spelade en betydande roll i regionens historiska som ett ekonomiskt, politisk, andligt och kulturellt centrum.
På 1300- och 1400-talet hyste Tatev ett av Armeniens mest betydande medeltida universitet, som bidrog till utbildning i vetenskap, religion och filosofi; reproduktion av böcker och utveckling av miniatyrmålning. Lärda på Tatevs universitet bidrog till bevarandet av den Armeniska kulturen och trosbekännelsen under en av dess mest turbulenta perioder i historien.

## Etymologi
Enligt traditionen, har Tatevs kloster fått sitt namn efter Eustateus, en lärjunge till Judas Taddeus, som predikade och blev martyr i denna region. Hans namn har sedan utvecklats till Tatev.
En annan legend berättar om en händelse som är kopplad till byggandet av klostrets huvudkyrka, där en lärlig i hemlighet klättrar upp till toppen av dess torn för att där sätta ditt ett kors som han själv designat. Lärlingen upptäcks dock av mästaren under klättringen. Chockad över detta, tappar lärlingen fotfästet och faller till marken och ropar där till Gud att ge honom vingar, som på armeniska är: “Ta Tev”.

## Historia
Tatev ligger i sydöstra Armenien, i provinsen Siunik, inte långt från staden Goris, 280 km från Jerevan. Tatevplatån har använts sedan förkristen tid. Här låg förr ett hedniskt tempel. Templet ersattes med en anspråkslös kyrka efter kristnandet av Armenien på 300-talet.
Utvecklingen av Tatev började på 800-talet, då platsen blev Siuniks biskopssäte. I boken History of the Province of Syunik, beskriver Stepanos Orbelian byggandet av en ny kyrka år 848 med finansiellt stöd från Filip av Siunik. I och med centrets ökade ekonomiska och politiska betydelse, var de gamla byggnaderna inte längre lämpliga för sitt ändamål, och därför, skaffade biskop Hovhannes finansiellt stöd av Ashot av Siunik för att uppföra det nya klostret.
I början av 1000-talet, hade Tatev omkring 1000 munkar och ett stort antal hantverkare. År 1044 förstörde väpnade styrkor från det intilliggande emiratet Sankt Gregorius Church och byggnaderna omkring denna. Kyrkan återuppbyggdes dock snart. 1087, byggdes Jungfru Marias kyrka norr om komplexet. Klostret fick svåra skador under seldjukernas invasion på 1100-talet och jordbävningen 1136. 1170 plundrade seldjukerna klostret och brände omkring 10 000 manuskript. Klostret återuppbyggdes tack vare biskop Stepanos ansträngningar i slutet av 1100-talet.
Under mongolernas styre fick klostret undantag från beskattningen. Den återfick sin ekonomiska styrka med hjälp av Orbelianska släkten. Dess påverkan växte alltmer, och 1286 tog Orbelianerna kontroll över klostret och Stepanos Orbelian vigdes till metropolit och lyckades förena ett antal and stift under sig. Med universitetets grundande på 1300-talet blev Tatev ett kulturellt centrum.
Under Timur Lenks fälttåg in i provinsen Siunik (1381–1387), plundrades och brändes Tatev men blev också fråntagen en betydande del av sitt territorium. Klostret fick sig ännu törn under Shah Rukhs invasion 1434. Klostret återuppväcktes på 1600- och 1700-talen; dess byggnader återställdes och nya uppfördes. Det plundrades dock ännu en gång då persiska styrkor under Aga Mahmet Khan 1796 gjorde intrång i området. 1836, satte Tsarryssland stopp för metropoliterna i Tatev genom införandet av Pologenia, och provinsen Siunik blev lagt under Yerevans stift.
Den 26 april 1921, hölls 2:a Pan-Zangezurianska kongressen i Tatev, utropades självständighet för de självstyrande regionerna Daralakyaz (Vayots Dzor), Zangezur och Bergiga Artsach, under namnet Republiken Bergsarmenien (Lernahaystani Hanrapetutyun). Staten omfattade även regionerna i Tatevkanjonen, Sisian och Gndevaz. Staden Goris blev huvudstad i den icke erkända staten och Garegin Njdeh utsågs till premiär- och försvarsminister. Senare, i juli, tog Simon Vratsian över som preminärminister medan Garegin Njdeh blev guvernör och överbefälhavare.
Klostret skadades svårt av en jordbävning 1931 och kupolen till Sankt Paulus och Peters kyrka och klocktornet förstördes. De senaste åren har kyrkan rekonstruerats. Klocktornet har dock inte återuppbyggts.

## Klostrets byggnader
Det befästa klostret Tatev har tre kyrkor (Apostlarnas katedral, Sankt Gregorius Upplysarens kyrka (Grigor Lusavoritj) samt Guds moders kyrka), ett bibliotek, matsal, klocktorn, mausoleum men också andra, bland annat, administrativa byggnader.
Apostlarnas katedral uppfördes mellan år 895 och 906. En välvd hall lades år 1043 till alldeles intill kyrkans södra mur. År 1087 byggdes Guds moders kyrka längs norra befästningsmuren. 1295, ersattes Sankt Gregorius kyrka som hade förstörts av en jordbävning av en ny på initiativ av Stepanos Orbelian. 1787, uppfördes Grigor Tatevatsis mausoleum intill västra muren av Sankt Gregorius kyrka och i slutet av 1800-talet fick klostret en vestibul och ett klocktorn vid västra ingången till Apostlarnas kyrka.
Vid sidan om byggnaderna, har klostret ett stående pendulum, känd som Gavazan. Denna kolonn byggdes på 900-talet efter färdigställandet av Apostlarnas katedral och har överleft ett antal invasioner och jordbävningar relativt oförstörd.
På 1300-talet byggdes befästningsmurar söder, väster och norr om klostret med byggnader för bostäder, administration och andra ändamål. På 1700-talet gjordes utvidgningar för att få plats med biskopsresidenset, celler för munkarna, förvaringslokaler, matsal, kök, bageri och vingård. Sexton rektangulära klassrum, täckta med välvda tak, byggdes längs med de primära befästningsmurarna.
Nordost om klostret, utanför befästningarna, ligger olivpressen. Den har fyra produktionsrum däribland två kupolförsedda förvaringsrum och presskammare med välvda tak. Denna press är den bäst bevarande i Armenien och är ett utmärkt exempel på olivpressar som byggdes i regionen under medeltiden.
Klostrets skolbyggnader kännetecknar den arkitekturstil som var typisk för klostrens utbildningsbyggnader under senare delen av medeltiden.

### Apostlarnas katedral

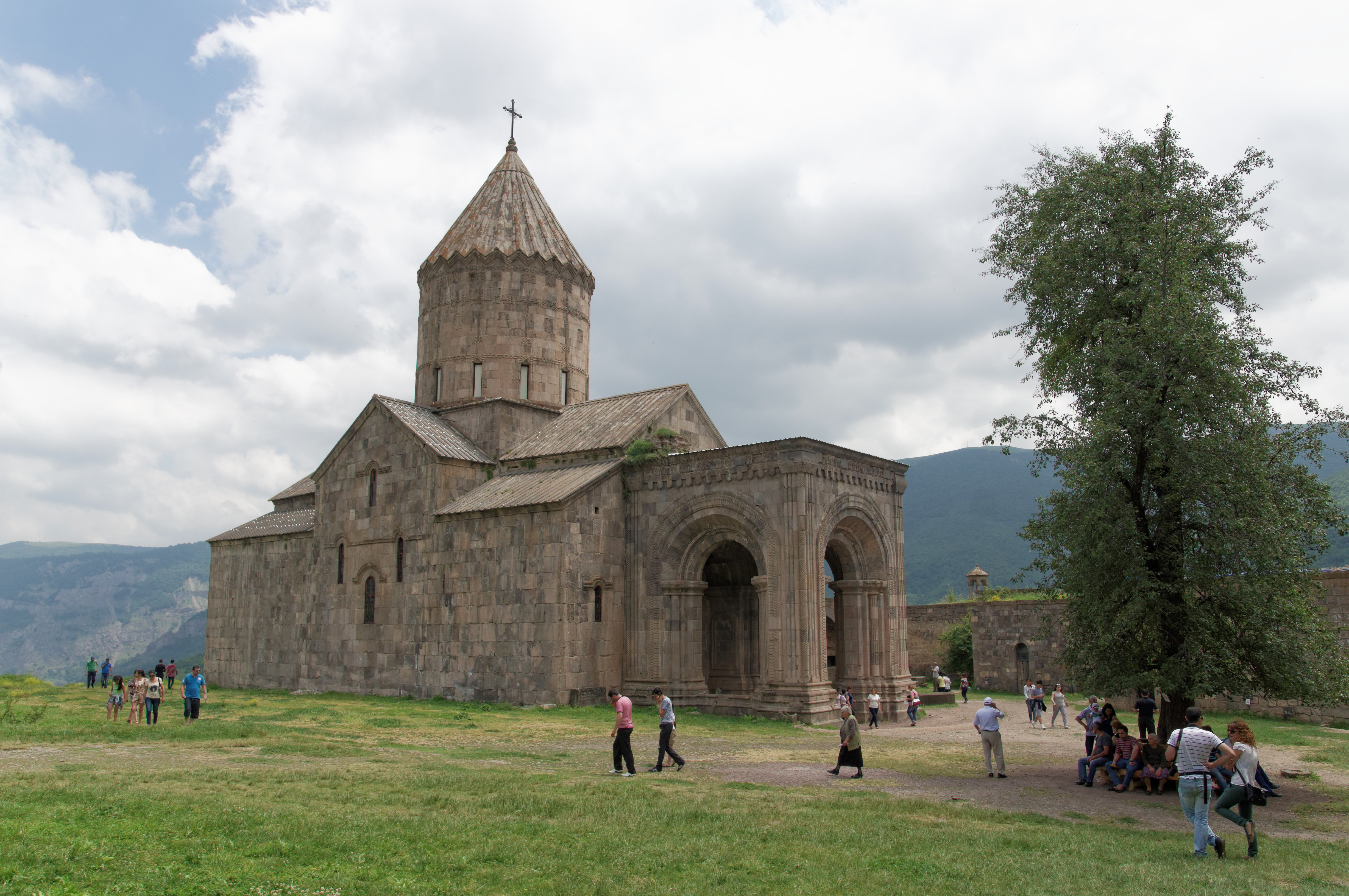

Apostlarnas katedral är tillägnad Jesu två apostlar Paulus och Petrus. Det är troligt att kyrkan byggdes på platsen för en äldre kyrka och ärvde sitt namn efter denna. På kyrkans västmur finns den till biskop Hovhannes tillägnade korsstenen inlagd som ger viktig historisk information gällande kyrkans byggnation.
Kyrkan är de äldsta kvarvarande byggnadsverken inom klosterkomplexet. Det byggdes på initiativ av biskop Hovhannes med stöd av den regerande furst Ashot, hans furstinna Shushan samt Grigor Supan och Dzagik.
Kyrkan är en rektangulär basilika som sträcker sig från väst till öst. Absiden på östra sidan har ett altare och flankeras av två förvaringsrum, ett på vardera sida.. Den centrala kupolen är stödd av två pelare på östra sidan och i väster fungerar annexes som stöd. Taket, som är i två nivåer, i lutande stil, är täckt med stora plattor. De inre och yttre murarna är täckta med huggen sten. Väggarna och kupolen har smala fönster som lyser upp skeppet. Östra fasaden har nischer som är krönta med bas-reliefporträtt på dess välgörare, furst Ashot och furstinnan Shushan, båda inramade av skyddsormar.
År 930 dekorerades kyrkans murar med fresker på initiativ av biskop Hakob Dvinetsi. Arbetet utfördes av franska konstnärer inbjudna från Konstantinopel att arbeta vid sidan av armeniska målare. Ansiktena på huvudfigurerna har östligt utseende, och alla inskriptioner är på armeniska. Den östra absiden är dekorerad med en tronande Kristus med sina lärjungar och helgon. Västra muren avbildar Den östra apse, dekorerad med en Kristus på sin tron med sina lärjungar och andra helgon vid sin sida. Den västra muren porträtterar den Yttersta domen, medan norra muren illustrerar scener från Jesu födelse. Endast en liten del av alla dekorationer finns kvar idag.

### Sankt Gregorius Upplysarens kyrka
Sankt Gregorius Upplysarens kyrka ligger intill södra muren till Apostlarnas kyrka. Kyrkan uppfördes första gången mellan 836 och 858 på beställning och med finansiellt stöd av furst Philipé av Siunik. Den renoverades på 1000-talet, alldeles efter seldjukernas fälttåg, men förstördes helt efter jordbävningen 1138. Den förblev sedan i detta tillstånd i över ett århundrade fram till dess återuppbyggande år 1295.
Kyrkan är enkel till sin konstruktion. Den har inte en kupol. Den har tre pelare i norra och södra murarna som håller uppe bågarna uppå det lutande takplattorna ligger. Ingången är dekorerad med vackra geometriska figurer.

### Guds moders kyrka
Guds moders kyrka (Astvatzadzin) ligger vid norra befästningsmurarna i klosterkomplexet. Den byggdes 1807 som en andra våning över det täckta mausoleet nära entrén. Den fick svåra skador av jordbävningen 1931, men restaurerades i slutet av 1900-talet.

### Pendlande kolonnen
Den pendlande kolonnen (Gavazan Siun) är ett monument tillägnat Treenigheten. Den ligger strax söder om katedralen. Kolonnen är omkring 8 meter hög och är krönt med en korssten. Den har få dekorationer och inga inskriptioner och har inte ändrats sedan den byggdes.
Kolonnen svajar under jordbävningar men återvänder till sin vertikala position.

## Ett framtida världsarv
1995 blev Tatevi Anapat tillsammans med klostret Tatevi Anapat uppsatt på Armeniens förhandslista (tentativa lista) över landets planerade världsarvsnomineringar.
I oktober 2010 startade Armenien världens längsta linbana, 5 750 meter lång, som ett led i dess arbete att återuppliva turismen i området. Denna bana, kallad Tatevs vingar, knyter samman byarna Harlidzor med klostret i Tatev. Projektet genomfördes av det schweiziska företaget Doppelmayr/Garaventa och kostade 120 miljoner kr.